# Ceratinopsis africana
Ceratinopsis africana là một loài nhện trong họ Linyphiidae.
Loài này thuộc chi Ceratinopsis. Ceratinopsis africana được Herman Theodor Holm miêu tả năm 1962.